# Eois glauculata
Eois glauculata là một loài bướm đêm trong họ Geometridae.